# Grafologie
Původ slova grafologie, které zavedl Francouz Jean Hippolit Michon v roce 1875, je odvozen z řeckého γραή (grapho-, psaní) a řeckého λόγος (logos, slovo, přeneseně věda). Předmětem této pseudovědy je projekce osobnosti a dalších psychických funkcí v ručně psaném písmě. Většina dosud korektně provedených vědeckých studií účinnost grafologie nepotvrzuje, a grafologie je proto dnes obecně pokládána za pseudovědu. Většina existujících důkazů pro validitu má navíc charakter anket či domněnek, které nesplňují běžné nároky na vědecký důkaz.
Vývoj grafologie lze rozdělit na dva hlavní směry: empirickou školu, která se snaží analyzovat jednotlivé znaky písma a vyvozovat z nich přímé závěry, a holistickou, v krajnosti esoterickou školu, při níž je posuzován celkový dojem z písma a která není exaktně vědecká, ale využívá spíše psychologických technik nebo souvislostí se znalostmi z oborů psychologie nebo fyziologie. Ke grafologii se dnes hlásí také lidé, kteří ji praktikují zcela nevědeckými metodami. Někteří jiní autoři tyto směry označují jako fragmentární vs. holistický. Grafologie fragmentární (znaková) se zaměřuje na přesně vymezené znaky, ze který je vyvozován charakter pisatele. Druhý typ je nazýván jako tzv. grafologie celostní, a má zachycovat daný rukopis jako celek; vychází též z psychologie výrazu. Ani jeden z těchto přístupů však neprokázal svou validitu prostřednictvím běžných vědeckých postupů.
Grafologii je třeba odlišovat od jiné disciplíny, která se také zabývá ručním písmem, a to písmoznalectví (grafognózie). Mezi těmito dvěma obory je významný rozdíl: Písmoznalectví je znaleckým oborem soudního znalectví a zabývá se identifikací pisatele ručně psaného textu, zatímco grafologie se zajímá o povahu pisatele a je v české systemice soudního znalectví vedena jako specializace odvětví Psychologie oboru Školství a kultura. Posudky týkající se určení autorství podpisu ručně nebo psaného textu jsou oprávněni vypracovávat pouze písmoznalci, nikoli grafologové. Pojem grafologie se však někdy v širším smyslu používá i pro některé další disciplíny zabývající se písemným projevem člověka, užití ve významu písmoznalectví by bylo ovšem nesprávné.

## Grafologická východiska
Grafologie vychází z předpokladu, že lze z písma, podobně jako z ostatních projevů člověka, zkoumat jeho povahu, inteligenci, emocionalitu a další schopnosti a vlastnosti, včetně okamžitého stavu jeho psychiky. Původ slova „grafologie“ je řecký (γράφω – psát, λογία – vědní obor).

### Proč by mělo písmo vypovídat o osobnosti pisatele, jak tvrdí grafologie?
Grafologie vychází z předpokladu souvislostí mezi výrazem (tváře, těla) živého organismu a jeho duševním hnutím, které umíme do určité míry „číst“, protože správné „čtení“ výrazů ostatních jedinců mohlo být rozhodujícím evolučním faktorem v rozvinutějším sociálním prostředí, umožňovalo například odhadovat možné reakce protivníka podle jeho gestikulace nebo tělesného postoje.
Psycholog a průkopník grafologie Ludwig Klages řekl: „Každý vyjadřující tělesný pohyb uskutečňuje co do síly, trvání a směrového tvaru obraz duševního hnutí.“[zdroj?] Grafologie tedy vychází z předpokladu, že písmo, jakožto tělesný projev, musí zákonitě zrcadlit duševní stav jednotlivce, včetně jeho dlouhodobých charakteristik a sklonů, které nazýváme slovy temperament, osobnost nebo charakter. Krátkodobé vlivy promítající se do rukopisu způsobené změnami nálad nebo situací lze do určité míry eliminovat tím, že má grafolog k dispozici více písemného materiálu z různých časových období, a také tím, že bere v potaz situační okolnosti provázející vznik textu (jedná se o dopis příteli či formální dokument?)
Pro grafologii je také důležité zjištění, že výraz můžeme provést pomocí vůle nebo nezáměrně a také že nezáměrné provedení pohybu má pro nás daleko větší vypovídající hodnotu. „Výrazová hodnota pohybu je tím větší, čím bezděčněji a nevědoměji byl pohyb vykonán.“ (Ludwig Klages)[zdroj?] Proto jinak grafolog zkoumá začátek, prostředek a konec slova, ale analogicky i řádku a celého textu, kde právě jeho prostřední část je provedena s nejnižším stupněm volní kontroly, zatímco jeho začátek a konec podléhají větší míře volního řízení. Zatímco začátky a konce jsou vědomé, chtěné, mohou být výsledkem snahy (vyvolat dojem nebo zakrýt skutečnost), prostřední část bývá automatická a nevědomá, a proto jí přikládáme největší hodnotu. Uvedená tvrzení, že charakter písma odpovídá obrazu duševního hnutí, je však částečně v rozporu s tvrzením, že nejvýznamnější vliv na podobu (dětského) písma mají psychomotorické dovednosti a s nimi související případné specifické poruchy učení jako například dyspraxie, dysgrafie a další.

### Školská předloha
Grafologie také vychází z myšlenky, že učení se psaní podle školské předlohy je součástí procesu socializace. Ačkoliv se všichni (v daném státě nebo kulturním regionu) učíme psát podle stejné předlohy, postupem času si osvojíme svůj nezaměnitelný rukopis, který se více či méně od školské předlohy vzdaluje. Míru, do jaké se vzdálíme od školské předlohy, nazývá grafologie individuálností rukopisu. Vysoce individuální písmo může být podle grafologů známkou výjimečného charakteru, ale i přílišné touhy odlišovat se, zatímco písmo, které se i v dospělosti stále velice podobá školní předloze, považují grafologové za málo individuální: pisatel může podle nich být například příliš konvenční, nesamostatný nebo infantilní. (Záleží samozřejmě na dalších znacích rukopisu.) Rukopis je tedy podle zastánců grafologie mimo jiné i projevem kvality socializace. Školní předloha může být různá, ale i její charakteristiky mohou odrážet preference dané kultury (např. směr psaní zleva doprava nebo zprava doleva může mít svůj symbolický význam).

## Postoje ke grafologii

### Využití
Podle Psychologického slovníku Hartlových se grafologie používá k psychodiagnostice v kriminalistice, soudnictví i klinické psychologii. Podle písma lze také diagnostikovat nástup a průběh některých duševních poruch. K psychodiagnostice duševní poruchy je ovšem ze zákona oprávněn pouze klinický psycholog nebo psychiatr, který k tomu však používá jiné psychodiagnostické postupy než grafologické (například test cesty, Rorschachův test, testy inteligence aj.).
Grafologie je příbuzná projekčním (projektivním) metodám, což jsou psychologické metody založené na zkoumání osobnosti pomocí neuvědomělých procesů odhalujících emoce, přání, názory a povahové rysy.

### Kritika
Podle Jiřího Heřta z Českého klubu skeptiků Sisyfos je grafologie metodou pseudovědeckou a subjektivistickou, nemá racionální teorii, která by vycházela z prokázané vazby mezi psychickými vlastnostmi a rukopisem, a již se nepoužívá v soudnictví ani v seriózní psychologii, její význam postupně upadá. Heřtl uvádí, že exaktní experimenty prováděné psychology prokázaly, že validita grafologické metody, tedy její schopnost určit povahové rysy, je při srovnání s různými jinými kritérii minimální, nepřijatelně nízká a podle některých studií dokonce nulová. Jiří Heřt dokonce tvrdí: "Představa o vztahu mezi tvarem písmen a povahovými vlastnostmi patří do oblasti sympatetické magie." Na tomto testu se podílel i Milan Urban, jehož test byl proveden na základě analýzy osobnosti jeho sestry. Z výsledků testu vyplývá, že validita grafologie je nízká. Vybraní grafologové však nesouhlasí s využitou metodou testu, neboť jak zmiňuje grafolog Filip Ranče, testující srovnával danou osobnost dle svého subjektivního názoru, bez porovnání s jinou projektivní či psychologickou analýzou a nebyla uvedena ani korelace výsledků.
Dle průzkumu, který mezi 101 náhodně vybranými odborníky APA provedl John Norcross, jde o pravděpodobně zdiskreditovanou metodu testů. Mezi české psychology, kteří se grafologií zabývali, patří například Vladimír Tardy nebo Jiří Šípek.

### Validita
V roce 1999 provedl deník MF Dnes test grafologických posudků, z nichž jednoznačně vyplynulo, že aprobovaný grafolog s praxí dokáže velmi přesně shrnout pisatelovu osobnost, musí se však jednat o zdatnou osobu v této disciplíně. Konečný posudek grafologa v tomto testu byl porovnáván s několika psychologickými testy (Ravenův test inteligence, Torranceho test kreativity, Rorschachův test, Warteggův test, …) v konzultaci s psychologii. Tento test potvrzující validitu grafologie se vymyká tím, že byl srovnáván s již potvrzenými psychologickými metodami.
V roce 2012 reportér časopisu Reflex Jiří X. Doležal uskutečnil test serióznosti grafologie jako takové, z něhož vyplynul závěr, že dva ze třech grafologů dokázali přesně vystihnout osobnost samotného pisatele.
Spolehlivost grafologických prací prověřovali psychologové Efrat Neter a Gershon Ben-Shakar z Hebrejské univerzity v Jeruzalémě. Analyzovali 17 grafologických studií, v nichž bylo obsaženo přes 1200 textů, které zkoumalo 63 grafologů a 51 laiků. Podle výsledků metaanalytické studie z roku 1989 dosahovali grafologové nejpřesvědčivějších výsledků ve chvíli, kdy ve zkoumaném textu měli k dispozici životopisné údaje o pisatelích, v ostatních případech (například u opisovaných textů) byla úspěšnost rozboru podle písma mizivá. Statistik Geoffrey Dean z Perthu v Austrálii v roce 1992 metaanalyzoval více než 200 grafologických studií a došel k podobným závěrům jako Neter a jiní badatelé.
Pokud se zkoumal rozdíl mezi odhadem grafologa a běžného klinického psychologa bez jakékoliv znalosti grafologie (na základě ručně psané autobiografie), žádný významný rozdíl shledán nebyl – obě profese dosahovaly obdobné korelace odhadu (typicky mezi 0,2–0,3) s kritériem. Titéž autoři Bar-Hillel a Ben-Shakar tento jev vysvětlují tzv. zdánlivou validitou (face-validity). Pokud se zkoumá práce grafologa samotného, dosahuje určitých výsledků – ovšem při srovnání s jiným odborníkem, který nemá znalosti grafologie, oba dosahují výsledků stejných. Bar-Hillel a Ben-Shakar proto tvrdí, že obyčejná intuice a odhad pisatele přináší stejné výsledky jako grafologie a jde tedy o pseudovědu kvůli nesplnění kritérií vědecké metody alespoň u některých studií grafologii dokazujících.
Česká grafologická komora samotná pak výsledky studií interpretuje následovně: při testování validity grafologie se ukázalo, že není možné testovat grafologii jako takovou (poněvadž ta zahrnuje mnoho různých přístupů a metod), ale vždy jen práci konkrétního grafologa, který používá určitý postup při rozboru. To však odpovídá zjištěním Hillela a Shakhara o stejných výsledcích grafologa jako negrafologa a zdánlivé validitě.
„Hovořit o validitě rukopisu jako takové není správné,“ tvrdí psycholog Radvan Bahbouh. „Validitu hodnotíme vždy vzhledem k určitému kritériu. Písmo je například validní vzhledem k odhadu pohlaví, odhadu psychomotorického tempa či lability, není naopak příliš validní vzhledem k odhadu inteligence, hodnot, postojů či motivace." To však nepodporuje ani nevyvrací validitu grafologie jako vědecké metody.

## Historie a osobnosti

### Starověká grafologie
Čínský filozof Konfucius varoval ve svých spisech před lidmi, jejichž písmo se klátí jako třtina ve větru. Aristotelés zkoušel rozpoznat charakteristiku člověka podle jeho písma. Historik Suetonius se na přelomu prvního a druhého století našeho letopočtu zabýval analýzou rukopisu římských císařů v díle, které je považováno za projev úpadku římského dějepisectví.

### Renesanční grafologie
K prvním novodobým vykladačům písma patřili Francoise Demelle (1609) a italský lékař Camilo Baldo (1622).

### Francouzská grafologie
Za zakladatele moderní grafologie je označován abbé Jean Hippolit Michon (1806–1881), Švýcar Ludwig Klages (1872–1956) a další. Dalšími významnými francouzskými grafology byli Edouard Hocquard (z hlediska teorie umění), J. B. Delestre (malíř, zabýval se fyziognomií a grafologií), Jules Crépieux Jamin (1859–1940, zdůrazňoval, že jednotlivé znaky písma lze vykládat pouze v kontextu celého písma), Jean-Charles Gille-Maisani, Jacquelin Peugeot (od roku 1982 prezidentka Francouzské grafologické společnosti (SFDG), řídí časopis Grafologie založený Michonem. Ve dvacátém století se studiu grafologie věnoval i francouzský psycholog a autor prvních testů inteligence Alfred Binet.

### Německá a švýcarská grafologie
Německý grafologický směr se vymezoval vůči francouzským teoriím, které považoval za zastaralé. Klages formuloval tezi, že tentýž znak může mít u různých lidí různý význam, takže je písmo třeba analyzovat v kontextu (řečeno pozdějším termínem, holisticky). Mezi zakladatele moderní grafologie je počítán švýcarský Němec Ludwig Klages (1872–1956). První serióznější německé grafologické práce vytvořili Albrecht Erlenmeyer, Thierry Preyer a psychiatr Georg Meyer. Rudolf Pophal (1893–1966) vyvrátil některé Klagesovy definice. Carl Gross (1893–1944) a Robert Heiss (1903–1974) zdůrazňovali, že znaky nesou víceznačnější významy než jen binární. Bernhard Wittlich zjednodušil grafologické tabulky a vydal v roce 1961 knihu Grafologická praxe pro psychology, pedagogy a lékaře. Německá grafologická společnost (DGG) existovala v letech 1897–1908. Od roku 1952 vychází časopis Angewandte Graphologie und Charakterkunde jako společný časopis čtyř grafologických společností. Ve Švýcarsku nevznikla specifická grafologická škola, ale působilo zde několik významných grafologů. Kněz Johann Caspar Laveter (1741–1801) věnoval v roce 1777 grafologii velký prostor ve své knize o fyziognomii, Max Pulver (1889–1952) v roce 1931 zdůrazňoval roli nevědomí při procesu psaní. Švýcarská grafologická společnost (SGG) byla založena roku 1950, jejím prvním prezidentem byl Max Pulver, současným prezidentem je Edgar Haldimann. Grafologii studoval i švýcarský psychoanalytik Carl Jung.

### Česká a slovenská grafologie
Prvním významným průkopníkem grafologie v Čechách byl Josef A. Karas. Vedl grafologické rubriky v časopisech Světozor, Beseda lidu a Zlatá Praha a v roce 1896 v časopise Naše doba informoval o zahraniční odborné literatuře. Dolfína Poppéová (rozená Popperová) byla znalkyní písma u zemského soudu ve Vídni, osobní grafoložkou císařovny Alžběty a v roce 1896 autorkou první české knihy o grafologii. Ve dvacátých letech 20. století napsal dvě knihy, jednu společné s D. Poppéovou, Adolf Zelinka. Grafologii definovali jako nauku k určení povahy, charakterů, zvyků a náklonností pisatele z vlastností jeho písma. Robert Saudek (1880, Kolín nad Labem–1935, Londýn) pocházel z židovskoněmecké rodiny a byl významným českým, anglickým i světovým grafologem. Práce psal i česky a anglicky. Dalšími autory knih byli Josef Kubelka, K. Laštovička a Vilém Schonfeld (nar. 1909), na Slovensku Michal Gaváč. Od ledna 1935 vycházel v Československu německý grafologický časopis Písmo, za nímž stáli Otta Fanta a Vilém Schonfeld.

## Metodika
Grafologie analyzuje mnoho znaků písma, které si normálně při jejich psaní neuvědomujeme. Velikost nebo sklon jsou nejnápadnější charakteristiky, ale nejsou jediné. Znaky písma rozdělujeme na tzv. komplexní – dojmové (k jejichž určení je třeba více zkušeností) a měřitelné – popsatelné (jejich určení je jednoznačnější). Každý znak písma je v grafologii spojován s určitým okruhem psychologických významů, sám však nemůže být jednoznačným důkazem o nějaké konkrétní vlastnosti. (Na tomto zjednodušujícím přístupu jsou založeny tzv. "grafologické slabikáře.") Kvalitní grafologický rozbor vychází z analýzy všech písemných znaků a jejich závěrečné syntézy.

### Podklady pro rozbor
Pro celkový rozbor písma je důležitý dostatek podkladů. Platí zde „čím více, tím lépe“.
Velikost rukopisu psaného pisatelem zhruba na 1 stránku formátu A4 obsahující pisatelův podpis. Pokud pisatel používá více druhů písem, měl by je v rukopise použít. Rukopis psaný na měkkém či tvrdém podkladu – záleží na volbě pisatele, psací náčiní si volí sám pisatel (propiska, tužka, fix, …). Rukopis by měl být psán v klidu, bez rušivých elementů. Jako doplňující podkladový materiál mohou sloužit poznámky pisatele, dopisy, vzkazy psané ve spěchu nebo např. kresby. Vždy je ku prospěchu alespoň nastínit okolnosti, které působily za vzniku daného písemného projevu. U malých dětí nebo u dětí, které ještě nemají zmechanizované písmo (např. v 1. nebo ve 2. třídě ZŠ), je lépe posuzovat jejich kresby a výtvarné projevy.

### Znaky rukopisu, které grafologie zkoumá
Z pohledu komplexních dojmů grafologie zkoumá třeba celkový písmový obraz, pohyb a formu, fixaci, rytmus, harmoničnost nebo individuálnost písma.
Naopak z pohledu měřitelných a popsatelných znaků se grafologie zaměřuje na pravidelnost, členitost, rychlost, vázání (např. girlanda, arkáda, nitka, úhel nebo dvojoblouk), velikost,
sklon a další. Zjišťuje, zda je písmo spíše ostré nebo těstovité, plné nebo hubené, pravoběžné nebo levoběžné apod.

### Velikost písma a jeho vztah k povaze člověka
Za normálně velké je považováno písmo o velikosti 2–3 mm, měřeno podle délky základních tahů ve středním pásmu ve shodě se sklonem písma. Vzdělanější lidé mají spíše menší písmo, lidé s nízkým vzděláním spíše větší. Velikost písma ukazuje zejména na míru autorova sebeprožívání a nemusí se nutně shodovat s mírou sebevědomí. Velké písmo (4 a více mm) patří autorovi, který intenzivně prožívá vše, co se týká jeho vlastní osoby, může být až sebestředný. Ukazuje hlavně na extravertní vlastnosti. Malé písmo (pod 2 mm) vypovídá o pisateli, že neklade velký důraz na svoji osobu, často je více soustředěný na objekt svého zájmu (např. vědecký pracovník) než na sebe. Pojí se více s introvertními vlastnostmi, pisatel se může podceňovat, avšak malé litery nemusí vždy znamenat nízké sebevědomí. Příliš velké písmo může být i kompenzací nízkého sebevědomí a přepjatého sebezdůrazňování.

### Symbolika psací plochy
V grafologii je psací plocha rozdělena na tři horizontální zóny. Horní symbolizuje nadindividuální vědomí, duchovní oblast, etiku, intelekt, náboženskou víru, fantazii, intuici a aspiraci. Střední pásmo má vypovídat o individuálním vědomí, sebevědomí, vědomé adaptabilitě, praktické činnosti a sociálních vztazích. Dolní pásmo pak má podávat informace o nevědomí, tělesnosti, pudovosti a erotice.
Vedle tohoto dělení ještě grafologie rozlišuje levou a pravou stranu, kde levá se má týkat subjektu, duše, minulosti, matce a původu, kdežto pravá symbolizuje objekt, svět, budoucnost, otce a dovršení.

### Monografie
Tento výčet obsahuje zejména historicky významné monografie o grafologii.
- Francois Demelle: Návod k posuzování padělaných písem neboli k srovnávání písma s podpisem, 1609, Paříž (v této publikaci jde spíše o písmoznalectví, ne o grafologii)
- Jean Hippolit Michon: Systém grafologie, 1875
- Jean-Charles Gille-Maisani: Psychologie písma
- George Meyer: Die wissenschaftlichen Grundlagen der Graphologie, 1901
- Ludwig Klages: Rukopis a charakter, 1917
- Bernhard Wittlich: Grafologická praxe, 1961
- Wilhelm Helmut Müller, Alice Enskat – Grafologická diagnostika
- Johann Caspar Laveter: Fyziognomické fragmenty k podpoře lidského poznání a lásky k lidem, 1777
- Max Pulver: Symbolika písma, 1931
- Robert Saudek: Diplomati, grafologický román, 1922
- Robert Saudek: Vědecká grafologie, 1925
- Robert Saudek: Experimentální grafologie, 1928
- Robert Saudek: Zločin v písmě, 1933, o padělání rukopisu
- Josef Kubelka: Praktická grafologie, 1930
- K. Laštovička: Jak poznám povahu svoji a jiných podle písma?
- Vilém Schönfeld: Grafologické posuzování inteligence, 1933, německy
- Vilém Schönfeld: Učebnice vědecké grafologie, 1948
- Michal Gaváč: Aký sme?, 1943
- Michal Gaváč: Grafologia, 1947, první slovenská učebnice grafologie
- Vilém Schönfeld: Učebnice vědecké grafologie pro začátečníky, ELFA, 2000
- Jan Jeřábek: Grafologie, více než diagnostika osobnosti, Argo, 2003
- Pavel Rejha: Poznejte své partnery včas, C. H. Beck, 2001
- Wójtowicz Artur, Grafologia dla początkujących, Bytom 2008.
- Wójtowicz Artur, Grafologia dla zaawansowanych, Bytom 2009.
- Wójtowicz Artur, Eros i Tanatos w piśmie odręcznym, Bytom 2009.

### Publicistika
- Čtení mezi řádky[nedostupný zdroj], 100+1, 25/2007, 3. 12. 2007, autor uveden značkou „het“
- Dobří grafologové dokážou z písma vyčíst povahu člověka, MF Dnes, rubrika Test Dnes, 3. 2. 1999
- Jak grafologie klame lidi, Barry L. Beyerstein, Ph.D., Prometheus Books, 1996